# Kup Srbije 2010-2011
La Kup Srbije u fudbalu 2010-2011 (in cirillico Куп Србије у фудбалу 2010-2011, Coppa di Serbia di calcio 2010-2011), fu la 5ª edizione della Kup Srbije. Fu la prima edizione senza la sponsorizzazione della Lav pivo, inoltre le semifinali furono disputate ad andata e ritorno.
Il detentore era la Stella Rossa. In questa edizione la coppa fu vinta dal Partizan (al suo 3º titolo, 12ª coppa nazionale in totale) che sconfisse in una controversa finale la Vojvodina.

## Coppe regionali 2009-10
Le vincitrici delle 5 coppe regionali si qualificano al turno preliminare della coppa principale.

### Vojvodina
```
QUARTI DI FINALE
 - 26.05.2010
Big bull Bačinci - Donji Srem                      0-2
Palić - Senta                                      3-0
Dolina Padina - Cement Beočin                      1-0
Proleter Banat. Karlovac - Radnički N. Pazova      1-0

SEMIFINALI
 - 02.06.2010
Dolina Padina - Palić                              3-1
Donji Srem - Proleter Banatski Karlovac            3-0

FINALE
 - 07.08.2010
Donji Srem - Dolina Padina                         5-0
```

### Belgrado
```
QUARTi DI FINALE
 - 21.04.2010
Borac Čačak - Bane Raška                           2-0
Kovačevac - Radnički Obrenovac                     3-2
Šumadija Jagnjilo - Slavija Belgrado               1-2
Lasta Sremčica - Srem Jakovo                       1-4
Prva iskra Barič - GSP Polet                       1-0

SEMIFINALI
 - 05.05.2010
Kovačevac - Srem Jakovo                            0-6
Slavija Belgrado - Prva iskra Barič                2-2 (5-4 dcr)

FINALE
 - 17.06.2010
Srem Jakovo - Slavija Belgrado                     1-0
```

### Regione Ovest
```
SEMIFINALI
 - 02.06.2010
Jedinstvo Ub - Sloga Petrovac                      0-0 (8-9 dcr)
Sloboda Čačak - Gruža                              3-1

FINALE

Sloga Petrovac - Sloboda Čačak                     vince lo Sloga
[
5
]
```

### Regione Est
```
SECONDO TURNO
 - 01.08.2010
RFK Majdanpek - Sinđelić Niš                       0-5
Bobište - Timok Zaječar                            0-1
Balkanski Dimitrovgrad                             esentato

SEMIFINALI
 - 05.08.2010
Timok Zaječar - Balkanski Dimitrovgrad             5-2
Sinđelić Niš                                       esentato

FINALE
 - 18.08.2010 a 
Paraćin

Sinđelić Niš - Timok Zaječar                       1-1 (5-3 dcr)
```

### Kosovo
```
Vince il Mokra Gora
[
6
]
```

## Formula
La formula è quella dell'eliminazione diretta, in caso si parità al 90º minuto si va direttamente ai tiri di rigore senza disputare i tempi supplementari (eccetto in finale). Gli accoppiamenti sono decisi tramite sorteggio; in ogni turno (eccetto le semifinali, dove il sorteggio è libero) le "teste di serie" non possono essere incrociate fra loro.
La finale si disputa di regola allo Stadio Partizan di Belgrado; se i finalisti sono Partizan e Stella Rossa si effettua un sorteggio per decidere la sede; se i finalisti sono Partizan ed un'altra squadra si gioca allo Stadio Stella Rossa.

### Calendario
| Turno                | Numero di incontri | Squadre | Entrano a questo turno                                                                           | Date                     |
| -------------------- | ------------------ | ------- | ------------------------------------------------------------------------------------------------ | ------------------------ |
| Turno preliminare    | 7                  | 39 → 32 | ultime 9 classificate della Prva Liga Srbija 2009-2010 5 squadre vincenti delle coppe regionali  | 1º settembre 2010        |
| Sedicesimi di finale | 16                 | 32 → 16 | 16 squadre della Superliga serba 2009-2010 prime 9 classificate della Prva Liga Srbija 2009-2010 | 22 settembre 2010        |
| Ottavi di finale     | 8                  | 16 → 8  | –                                                                                                | 27 ottobre 2010          |
| Quarti di finale     | 4                  | 8 → 4   | –                                                                                                | 10 ottobre 2010          |
| Semifinali           | 2 + 2              | 4 → 2   | –                                                                                                | 16 marzo / 6 aprile 2011 |
| Finale               | 1                  | 2 → 1   | –                                                                                                | 11 maggio 2011           |

### Squadre partecipanti
Partecipano 39 squadre: le 16 della SuperLiga 2009-2010, le 18 della Prva liga 2009-2010 e le 5 vincitrici delle coppe regionali 2009-2010.
Le vincitrici delle coppe regionali 2009-2010 sono: Donji Srem (Vojvodina), Srem Jakovo (Belgrado), Sloga Petrovac (Ovest), Sinđelić Niš (Est) e Mokra Gora (Kosovo e Metochia).
SuperLiga
- Borac Čačak
- BSK Borča
- Čukarički Stankom
- Hajduk Kula
- Inđija
- Jagodina
- Javor Ivanjica
- Metalac
- OFK Belgrado
- Partizan
- Rad Belgrado
- Sloboda Point Sevojno
- Smederevo
- Spartak Zlatibor voda
- Stella Rossa
- Vojvodina

Prva liga
- Banat Zrenjanin
- Bežanija
- Dinamo Vranje
- Kolubara
- Mladi Radnik
- Mladost Lučani
- Napredak Kruševac
- Novi Pazar
- Novi Sad
- Proleter Novi Sad
- Radnički Sombor
- Sinđelić Niš
- Srem
- Teleoptik
- Zemun

Srpska liga
- ČSK Čelarevo
- Donji Srem
- Mladost Apatin
- Radnički Niš
- Sloga Kraljevo
- Sloga Petrovac
- Srem Jakovo

Zonska liga
- Mokra Gora

## Turno preliminare
Viene disputato dalle ultime 9 classificate della Prva Liga Srbija 2009-2010 e dalle 5 vincitrici delle coppe regionali. Il sorteggio si è tenuto il 21 agosto 2010.
| Squadra 1      | Risultato       | Squadra 2       |
| -------------- | --------------- | --------------- |
| 01.09.2010     |                 |                 |
| Sinđelić Niš   | 2 – 0           | Dinamo Vranje   |
| Sloga Petrovac | 1 – 1 (4-2 dtr) | Zemun           |
| Donji Srem     | 3 – 2           | Banat Zrenjanin |
| Mladost Apatin | 3 – 2           | Radnički Sombor |
| Sloga Kraljevo | 2 – 1           | Radnički Niš    |
| Srem Jakovo    | 1 – 0           | ČSK Čelarevo    |
| Mokra Gora     | 1 – 1 (4-3 dtr) | Mladost Lučani  |

## Sedicesimi di finale
Il sorteggio si è tenuto il 10 settembre 2010 all'hotel Hajat di Belgrado.
| Squadra 1             | Risultato       | Squadra 2             |
| --------------------- | --------------- | --------------------- |
| 22.09.2010            |                 |                       |
| Borac Čačak           | 2 – 0           | Inđija                |
| BSK Borča             | 1 – 1 (2-4 dtr) | Srem                  |
| Hajduk Kula           | 0 – 0 (4-5 dtr) | Kolubara              |
| Jagodina              | 4 – 0           | Bežanija              |
| Metalac               | 1 – 1 (4-2 dtr) | Novi Sad              |
| Teleoptik             | 2 – 1           | OFK Belgrado          |
| Sinđelić Niš          | 2 – 0           | Čukarički Stankom     |
| Mladi Radnik          | 1 – 3           | Sloboda Point Sevojno |
| Srem Jakovo           | 2 – 2 (5-4 dtr) | Javor Ivanjica        |
| Sloga Kraljevo        | 0 – 2           | Stella Rossa          |
| Sloga Petrovac        | 0 – 2           | Vojvodina             |
| Donji Srem            | 0 – 2           | Rad Belgrado          |
| Mokra Gora            | 0 – 0 (8-9 dtr) | Smederevo             |
| Proleter Novi Sad     | 1 – 0           | Napredak Kruševac     |
| 28.09.2010            |                 |                       |
| Spartak Zlatibor voda | 2 – 1           | Novi Pazar            |
| 06.10.2010            |                 |                       |
| Mladost Apatin        | 0 – 6           | Partizan              |

## Ottavi di finale
Il sorteggio si è tenuto il 15 ottobre 2010 allo Sport Kafe di Belgrado.
| Squadra 1             | Risultato       | Squadra 2             |
| --------------------- | --------------- | --------------------- |
| 27.10.2010            |                 |                       |
| Stella Rossa          | 4 – 0           | Borac Čačak           |
| Sloboda Point Sevojno | 2 – 1           | Metalac               |
| Partizan              | 3 – 0           | Proleter Novi Sad     |
| Smederevo             | 0 – 0 (3-4 dtr) | Teleoptik             |
| Kolubara              | 1 – 2           | Spartak Zlatibor voda |
| Srem                  | 0 – 2           | Jagodina              |
| Sinđelić Niš          | 0 – 0 (4-2 dtr) | Rad Belgrado          |
| Srem Jakovo           | 2 – 2 (4-5 dtr) | Vojvodina             |

## Quarti di finale
Il sorteggio si è tenuto il 29 ottobre 2010 allo Sport Kafe di Belgrado.
| Squadra 1             | Risultato | Squadra 2             |
| --------------------- | --------- | --------------------- |
| 10.11.2010            |           |                       |
| Vojvodina             | 1 – 0     | Jagodina              |
| Sloboda Point Sevojno | 3 – 2     | Spartak Zlatibor voda |
| Stella Rossa          | 2 – 1     | Teleoptik             |
| Sinđelić Niš          | 0 – 4     | Partizan              |

## Semifinali
Il sorteggio si è tenuto il 1º dicembre 2010 allo Sport Kafe di Belgrado.
| Squadra 1             | Totale | Squadra 2    | Andata     | Ritorno    |
| --------------------- | ------ | ------------ | ---------- | ---------- |
|                       |        |              | 16.03.2011 | 06.04.2011 |
| Partizan              | 2 – 1  | Stella Rossa | 2 – 0      | 0 – 1      |
| Sloboda Point Sevojno | 1 – 3  | Vojvodina    | 1 – 2      | 0 – 1      |

| Arbitro: | Milan Karadžić (Belgrado) |

|               |           |  |
| Tagoe 4’, 49’ | Marcatori |  |

| Arbitro: | Slobodan Veselinović (Valjevo) |

|                 |           |  |
| Kaluđerović 72’ | Marcatori |  |

## Finale
La partita è stata abbandonata dopo 83 minuti, sul punteggio di 2-1, quando i giocatori della Vojvodina sono usciti dal campo per protesta contro le decisioni dell'arbitro. Inizialmente il 2-1 è stato dichiarato risultato finale ed il torneo è stato assegnato al Partizan. il 16 maggio 2011 la partita è stata ufficialmente registrata come forfeit della Vojvodina, quindi vittoria 3-0 del Partizan.
| Squadra 1  | Risultato   | Squadra 2 |
| ---------- | ----------- | --------- |
| 11.05.2011 |             |           |
| Partizan   | 2 – 1 3 – 0 | Vojvodina |

| Arbitro: | Slobodan Veselinović (Valjevo) |

| |            | |
| Tagoe 17’ Vukić 72’ (rig.) | Marcatori  | 63’ Mojsov |
| Vladimir Stojković Aleksandar Miljković Stefan Savić Mladen Krstajić Marko Jovanović Mohamed Kamara (Radosav Petrović 82') Milan Smiljanić Stefan Babović (Saša Ilić 73') Nemanja Tomić Prince Tagoe (Zvonimir Vukić 62') Ivica Iliev | Formazioni | Željko Brkić Miroslav Vulićević Branislav Trajković Daniel Mojsov Vladan Pavlović Janko Tumbasević Slobodan Medojević Nikola Lazetić (74' Aleksandar Katai) Miroslav Stevanović (60' Giorgi Merebashvili) Brana Ilić Aboubakar Oumarou |
| Aleksandar Stanojević | Allenatori | Zoran Milinković |